# Tkanka łączna włóknista zwarta
Tkanka łączna włóknista zwarta (zbita) – rodzaj tkanki łącznej właściwej. Charakteryzuje się ściśle upakowanymi włóknami oraz niewielką ilością istoty podstawowej i komórek.
Wyróżniamy 2 rodzaje utkania: 
1. Tkanka łączna włóknista o utkaniu regularnym – występuje w ścięgnach, rozcięgnach i powięzi. Składa się z włókien kolagenowych.
2. Tkanka łączna włóknista o utkaniu nieregularnym – występuje m.in. w warstwie siateczkowej skóry właściwej, torebce narządów wewnętrznych, otoczkach nerwów. Składa się z włókien kolagenowych i sprężystych.